# Коромыслово (Некрасовский район)
Коромыслово — деревня в Некрасовском районе Ярославской области. Входит в состав сельского поселения Красный Профинтерн.

## География
Находится в восточной части Ярославской области на расстоянии приблизительно 18 км на север-северо-запад по прямой от административного центра района поселка Некрасовское в левобережной части района.

## История
Деревня была отмечена еще на карте 1798 года. В 1859 году здесь (деревня Даниловского уезда Ярославской губернии) было учтено 37 дворов, в 1898 — 39.

## Население
Численность населения: 213 человек (1859 год), 26 (русские 69 %, таджики 31 %) в 2002 году, 21 в 2010.